# Вон Юн Чжон
Вон Юн Чжон (кор. 원윤종) — південнокорейський бобслеїст,  олімпійський медаліст. 
Срібну олімпійську медаль Вон Юн Чжон виборов на Пхьончханській олімпіаді 2018 року на змаганнях на бобах-четвірках.

## Зовнішні посилання
- Досьє на сайті IBSF [Архівовано 29 березня 2018 у Wayback Machine.]

## Виноски
1. ↑  Four-man results (PDF). Архів оригіналу (PDF) за 25 лютого 2018. Процитовано 21 березня 2018.